# センチメンタルジャーニー (YUKIの曲)
「センチメンタルジャーニー」は、YUKIの5枚目のシングル。

## 概要
2003年第1弾シングル。当初はCCCD規格でリリースされた。タイトル曲「センチメンタルジャーニー」とそのインストゥルメンタルバージョンのほか、カップリング曲2曲を収録。この2曲のカップリング曲は、共にアルバム未収録である。
野田凪制作のPVには、YUKIと同じ髪型のウイッグをつけたYUKIのそっくりさんが登場する。この演出は、次回作「ハミングバード」やアルバム『commune』のジャケットでも用いられている。またPVには、SPACE SHOWER Music Video Awards「BEST CONCEPT VIDEO」とADC 83rd Annual AwardsのGraphic Design部門「Gold Medal」を受賞。

## 収録曲
（全作詞：YUKI）
1. センチメンタルジャーニー
  - 作曲：松浦友也
2. ありがとう
  - 作曲：Andy Sturmer
3. 17才
  - 作曲：YUKI
  - HBCテレビ情報番組『サンデーDokiっと!』（2017年4月2日〜）オープニングテーマ曲
4. センチメンタルジャーニー Instrumental

## 収録参加ミュージシャン
- 會田茂一（FOE）
- 高桑圭（GREAT3）
- 白根賢一（GREAT3）
- NARGO（東京スカパラダイスオーケストラ）
- 沖祐市（東京スカパラダイスオーケストラ）

## 収録アルバム
- commune（#1）
- five-star（#1）